# 小松屋伝七郎
小松屋 伝七郎（こまつや でんしちろう、生没年不詳）は、江戸時代の江戸の地本問屋。

## 来歴
享保年間に江戸の湯島天神女坂下において地本問屋を営業している。小松屋喜八、小松屋伝四郎と同じ一族と思われる。奥村利信、羽川和元の漆絵を出版している。

## 作品
- 奥村利信 「初世市川門之助のよしながと二世市川団十郎のにらみの助」 細判 漆絵 享保中期
- 奥村利信 「初世沢村惣十郎の鳥海弥三郎」 細判 漆絵 享保11年
- 羽川和元 「市村竹之丞と荻野伊三郎の黒木売」 細判 漆絵 享保11年